# Tom Novy

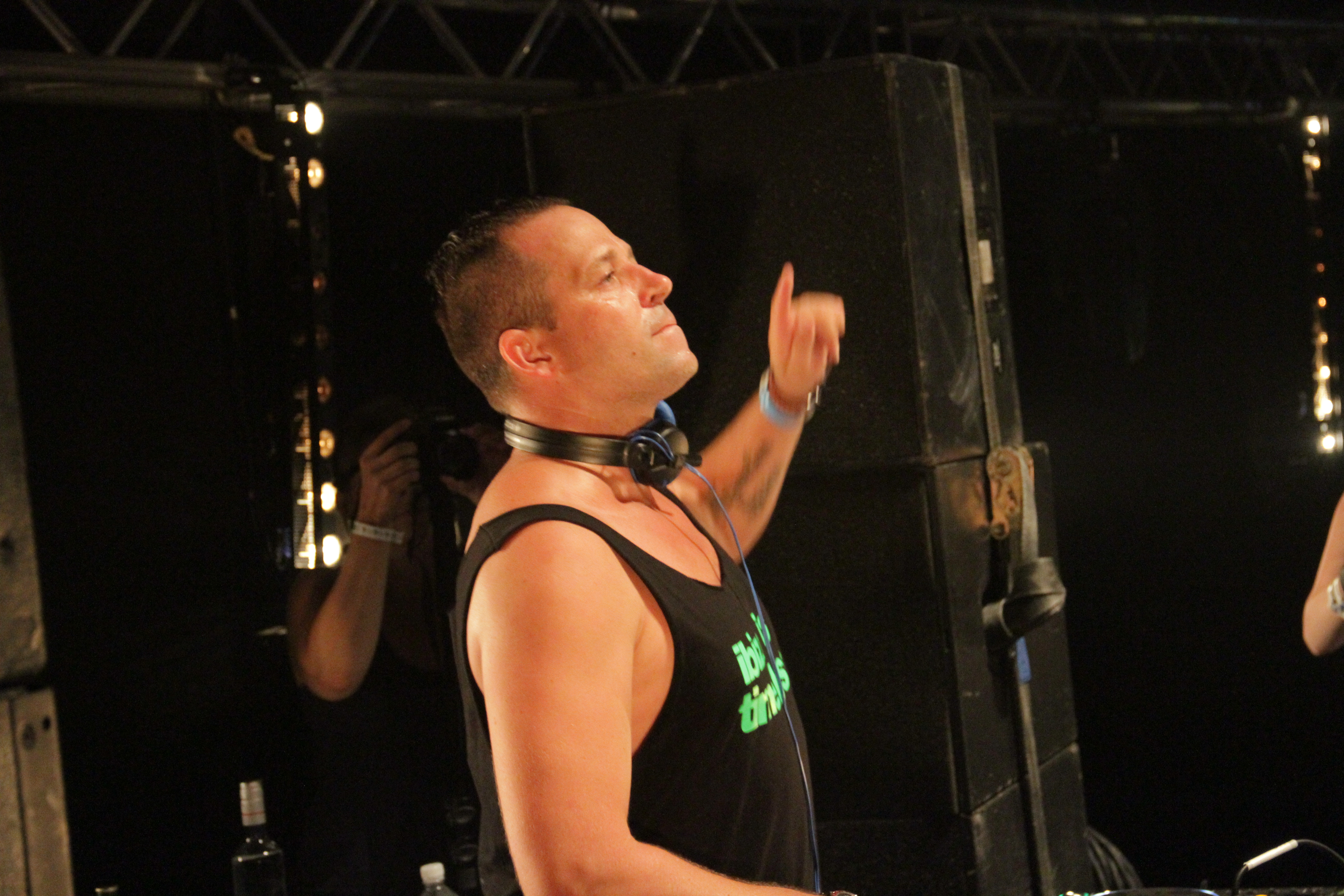
Tom Novy bei einem Auftritt (2013)

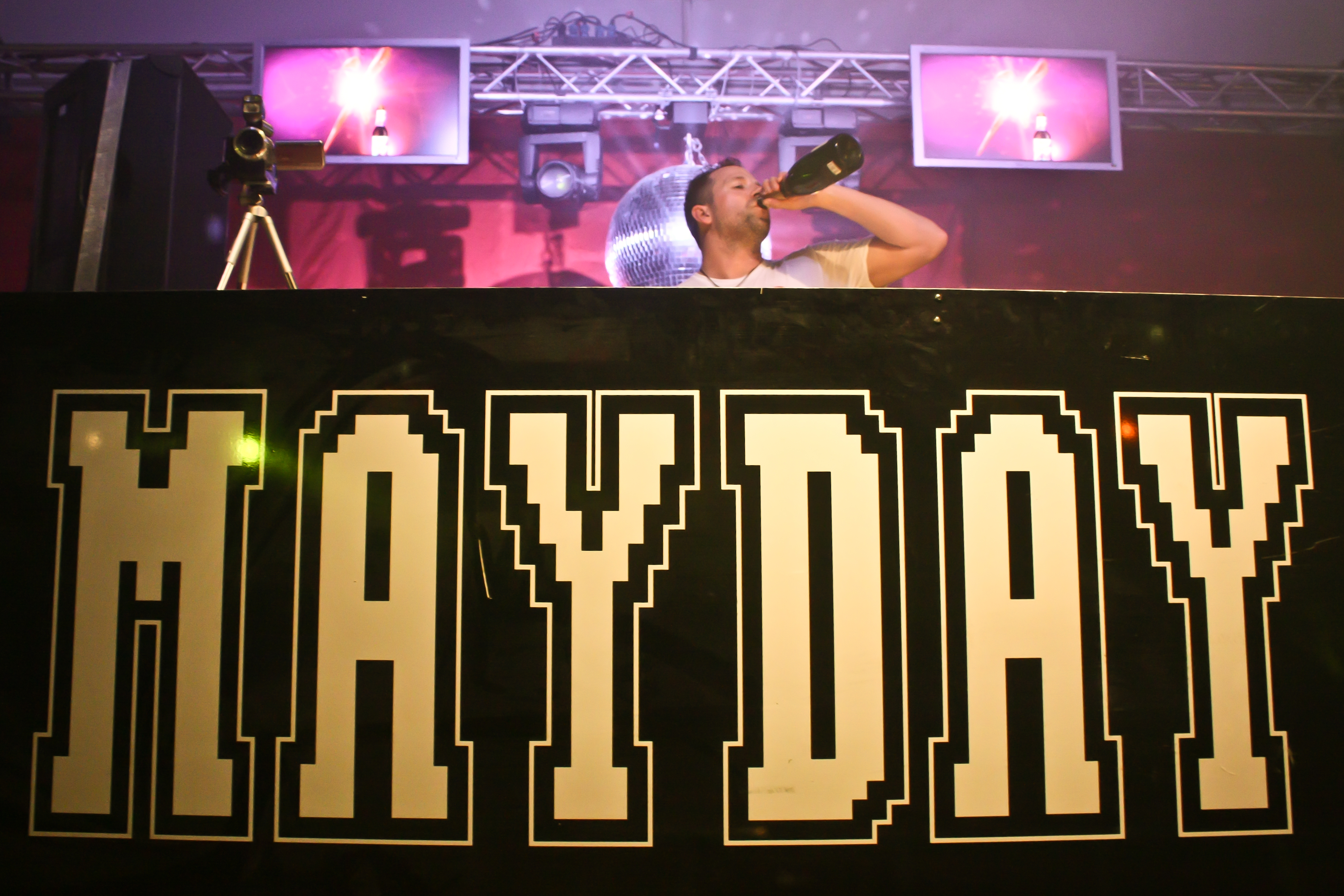
Tom Novy auf der Mayday in Dortmund (2009)

Tom Novy (* 10. März 1970 in Kaufbeuren als Thomas Reichold) ist ein deutscher House-DJ und -Produzent.

## Leben und Karriere
Tom Novy lebte in seiner Jugend in München und besuchte das Luitpold-Gymnasium München. Mitte der 1980er Jahre begann er mit dem Deejaying und erhielt im damals angesagten Babalu Club seine erste Residency.
1995 veröffentlichte er seine erste Single mit dem Titel I House You auf dem Münchner elektronischen Label Kosmo Records, die in die Top 10 der Deutschen Dance Charts stieg. Ein Jahr später erreichte er internationale Aufmerksamkeit mit der Single Superstar, die in Deutschland auf Platz 15 der Media-Control-Charts stieg und in 18 weiteren Ländern eine Top-Position einnahm. Die 1999 veröffentlichte House-Hymne I Rock war in den Media Control Charts für mehr als 10 Wochen und den Airplay-Top-100 für über 20 Wochen vertreten.
2000 war Tom Novy der erste deutsche DJ, der die Ministry of Sound Annual Compilation mixte. Der Opener seines 2001er Debüt-Albums My Definition war Welcome to the Race (offizieller Mercedes-Benz Formel-1 Nürburgring-Track) mit Sängerin Lima Ben-Jannet.
Die Single Take It war 2005 die meistgespielte Dance-Nummer im deutschen Radio. Seine Veröffentlichung Your Body mit Sänger Mike Marshall stieg im Dezember 2005 in die Top 10 der UK-Verkaufscharts und ging in über 20 Ländern in die Top 15.
Zu den Künstlern, für die Tom Novy als Remixer und Produzent tätig war, zählen u. a. für 10cc, Baby Bash, Backstreet Boys, DJ Thomilla, Erick Morillo, Jimmy Somerville, Joachim Deutschland, Sander Kleinenberg, SNAP!, Stephan Remmler (Trio), Ludacris, Marianne Rosenberg, Mousse T., Moonbootica, Rosenstolz, Justin Timberlake und Sonique.
Tom Novy moderierte verschiedene TV-Shows, darunter auf MTV Germany die Dance Floor Charts, Streetlife, Battle of DJ’s und Nightlife. Weitere Moderationen waren MTV-Battle of DJ’s (2003) und die Mac Chart-Show (2004) auf ProSieben.
Von Mai 2010 bis 2012 war Novy regelmäßig in der Webshow der Zeitschrift Raveline names Raveline-TV zusammen mit Chefredakteur Sven Schäfer zu sehen.
Schon früh legte er auch im Radio auf: Als Gast-DJ von Heinz Felber in der hr3 Clubnight. Darüber hinaus mixte er eine wöchentliche Radio Show auf FFN und seit 1998 für Radio Energy München und ab März 2006 für Radio Energy Deutschland. Ab Januar 2009 war er im Radio bei egoFM in Bayern zu hören. Seit 2020 moderiert er jeden Donnerstagabend live bei 95.5 Charivari. Seit 2022 ist er mit einem Lounge-Mix zusätzlich jeden Sonntagabend bei dem Münchner Sender zu hören.
Von 2017 bis 2018 betrieb Tom Novy in München zusammen mit dem ehemaligen Clubbetreiber Ali Ershadi (Bullitt Club) das Musikrestaurant Hausfreund.

## Diskografie

### Studioalben
| Jahr | Titel         | Höchstplatzierung, Gesamtwochen, AuszeichnungChartplatzierungen (Jahr, Titel, Platzierungen, Wochen, Auszeichnungen, Anmerkungen) | Höchstplatzierung, Gesamtwochen, AuszeichnungChartplatzierungen (Jahr, Titel, Platzierungen, Wochen, Auszeichnungen, Anmerkungen) | Anmerkungen                              |
| Jahr | Titel         | DE | CH | Anmerkungen                              |
| ---- | ------------- | --- | --- | ---------------------------------------- |
| 2000 | My Definition | DE37 (3 Wo.)DE | CH29 (5 Wo.)CH | Erstveröffentlichung: 2000               |
| 2006 | Superstar     | — | — | Erstveröffentlichung: 22. September 2006 |

### Kompilationen
- 2011: Retrospective (1995–2011)

### Mixtapes & EPs
- 2008: Toolroom Knights (mit Wally Lopez)
- 2010: Raveline pres. In the Mix: Tom Novy – So Deep, So Liquid
- 2010: Global Underground
- 2011: Nouveau Niveau, Vol. 1 – Good Morning Bitches
- 2014: San Giorgio Mykonos – Pool Beats by Tom Novy
- 2014: Paradise Club Mykonos 2014
- 2015: Faze #37: Tom Novy
- 2015: Hotel es vive Ibiza – Sessions Vol. 2
- 2015: Atmosphere 1
- 2015: Novy vs. Wilder EP (mit Brad Wilder)
- 2016: Hotel es vive Ibiza – Sessions Vol. 3
- 2016: Amsterdam Dance Event: Nouveau Niveau – Weapons 2016
- 2017: Winter Edition – Vol. 1: Bergliebe Deluxe 2016 (mit Johannes Schnell)
- 2017: Winter Is Timeless 2017
- 2017: Ibiza Is Timeless
- 2018: Faze #75: Tom Novy
- 2019: Ocean Club Is Timeless: A Day at the Pool

### Singles
| Jahr | Titel Album                       | Höchstplatzierung, Gesamtwochen, AuszeichnungChartplatzierungen (Jahr, Titel, Album, Platzierungen, Wochen, Auszeichnungen, Anmerkungen) | Höchstplatzierung, Gesamtwochen, AuszeichnungChartplatzierungen (Jahr, Titel, Album, Platzierungen, Wochen, Auszeichnungen, Anmerkungen) | Höchstplatzierung, Gesamtwochen, AuszeichnungChartplatzierungen (Jahr, Titel, Album, Platzierungen, Wochen, Auszeichnungen, Anmerkungen) | Höchstplatzierung, Gesamtwochen, AuszeichnungChartplatzierungen (Jahr, Titel, Album, Platzierungen, Wochen, Auszeichnungen, Anmerkungen) | Anmerkungen                                       |
| Jahr | Titel Album                       | DE | AT | CH | UK | Anmerkungen                                       |
| ---- | --------------------------------- | --- | --- | --- | --- | ------------------------------------------------- |
| 1997 | Superstar My Definition           | DE27 (14 Wo.)DE | AT30 (6 Wo.)AT | CH25 (4 Wo.)CH | UK32 (6 Wo.)UK | Erstveröffentlichung: 1997 vs. Eniac              |
| 1998 | Someday Somehow My Definition     | DE96 (1 Wo.)DE | — | — | — | Erstveröffentlichung: 1998 vs. Eniac              |
| 1999 | I Rock My Definition              | DE48 (9 Wo.)DE | — | — | UK55 (2 Wo.)UK | Erstveröffentlichung: feat. Virginia              |
| 2000 | Now Or Never My Definition        | DE29 (9 Wo.)DE | — | CH16 (17 Wo.)CH | UK64 (1 Wo.)UK | Erstveröffentlichung: 20. März 2000 feat. Lima    |
| 2000 | Pumpin My Definition              | — | — | — | UK19 (5 Wo.)UK | Erstveröffentlichung: 2000 vs. Eniac              |
| 2000 | Welcome To The Race My Definition | — | — | CH83 (6 Wo.)CH | — | Erstveröffentlichung: 2000 feat. Lima             |
| 2001 | Music Is Wonderful Superstar      | DE73 (3 Wo.)DE | — | — | — | Erstveröffentlichung: 2001 feat. Lima             |
| 2005 | Take It (Closing time) Superstar  | DE39 (9 Wo.)DE | — | CH99 (1 Wo.)CH | UK31 (5 Wo.)UK | Erstveröffentlichung: 11. Juli 2005 feat. Lima    |
| 2005 | Your Body Superstar               | — | — | — | UK10 Silber · (18 Wo.)UK | Erstveröffentlichung: 2005 feat. Michael Marshall |
| 2006 | Unexpected Superstar              | DE63 (6 Wo.)DE | — | — | — | Erstveröffentlichung: 2006                        |

Weitere Singles
- 1995: I House U
- 1996: The Odyssey (mit Afrika Islam & Vicky Culhoun)
- 1997: Creator (The Rave & Cruise Anthem) (mit Oliver Morgenroth)
- 1998: Smoke Dis (vs. Eniac)
- 2001: Back to the Streets
- 2002: It’s Over (mit Sabrynaah Pope)
- 2003: Lovin’ You (mit Adrian Misiewicz)
- 2003: Without Your Love (mit Adrian Misiewicz & Lima)
- 2007: My House (mit Adrian Bahil & Michael Marshall)
- 2007: Slap That Bitch
- 2008: Transformation (mit Isma-Ae & Transform)
- 2008: Runaway (mit Adrian Bahil & Abigail Bailey)
- 2008: Fluxkompensator (mit Adrian Bahil & Abigail Bailey)
- 2008: Ziganje (mit Adrian Bahil)
- 2009: My City is My Lab (mit Adrian Bahil & Sandra Nasić)
- 2010: I Know U Want It
- 2011: Don’t Stop
- 2011: Underground People (mit Strobe & Freakazoid)
- 2011: Can We Live (mit Toni del Gardo)
- 2011: Thelma & Luise (mit Veralovesmusic)
- 2012: The Right Time (mit Veralovesmusic)
- 2012: Walking on the Moog
- 2012: (Like I’m Falling In) LOVE (Christopher Groove)
- 2012: Tipsy Girl (mit Jashari)
- 2013: 808 Fly
- 2013: Ohne Dich (mit Anna Deutsch)
- 2013: A Tribute to House Nation (mit Jashari)
- 2013: Dancing in the Sun (mit Amadeas)
- 2013: Feel It (mit Mekki Martin)
- 2014: Supernatural (feat. Amadeas)
- 2014: Time Might Tell (mit Veralovesmusic)
- 2014: Nothing Lasts Forever (mit Amadeas)
- 2014: Fat Cat
- 2014: Dance with Me (mit Simonne Cooper)
- 2014: Berlin Love (mit Amadeas)
- 2015: Dancing in the Sun (feat. Amadeas)
- 2015: Break the Silence (mit Milkwish & Abigail Bailey)
- 2015: Flashlights (mit Veralovesmusic)
- 2016: Kiss (mit Ron Carroll)
- 2016: Closer to You (mit Milkwish & Abigail Bailey)
- 2016: Dance the Way I Feel
- 2016: Funk Soul Brother (mit Twism & B3RAO feat. Tommie Cotton & Groove N Soul)
- 2017: Jupiter (mit Milkwish)
- 2017: Take It (feat. Ellie White)
- 2017: Magic Happens (mit Veralovesmusic)
- 2018: Dream Catcher (mit Milkwish)
- 2019: Something Special (feat. Michael Marshall)
- 2019: I.O.U.
- 2019: Keep Your Head Up (mit Milkwish & Jacob A)
- 2019: Boogaloo Baby
- 2019: Broken Dreams (mit Milkwish)
- 2020: Ti amo per sempre (feat. Bella)
- 2020: I Want Techno
- 2020: Vamos a la playa (feat. Bella)
- 2020: People Hold On (mit Twism & Wavy dot. feat. Karmina Dai)
- 2020: Peace, Love, Unity (mit Twism & Wavy dot. feat. Fil Straughan)
- 2020: Vamos a la Playa (feat. Bella)
- 2021: Let's Dance (mit Dan Le Blonde)
- 2021: Needin
- 2021: Too Lost in You (mit Veralovesmusic)
- 2021: Look At Me Now (mit Shuja)
- 2021: Ti Amo per Sempre
- 2021: You Got Me Baby
- 2021: Wrong (mit Khetama & Marra Kesh)
- 2022: My People (mit Milkwish & Colee Royce)
- 2022: You’re Gonna Miss My Lovin’ (mit Jeremy Juno)
- 2022: Hypnotize
- 2022: Down (mit Cosmic Soul)
- 2022: Higher (mit Cosmic Soul)
- 2022: In My Deepest Thoughts (mit Cosmic Soul)
- 2022: Beautiful (mit Cosmic Soul)
- 2022: Burn Me Up (mit Twism & Jeremy Juno)
- 2022: Falling In Love (mit Cosmic Soul)
- 2022: Other Side (mit Cosmic Soul)
- 2022: Champion Sound
- 2022: Fly 90 (mit Cosmic Soul)
- 2022: Fire (mit Cosmic Soul)
- 2022: Magic Happens 2022 (mit Veralovesmusic)

### Remixe
- 2006: Roger Sanchez – Lost
- 2006: Martijn ten Velden – I Wish U Would
- 2008: FilterFunk – S.O.S. (Message in a Bottle)
- 2009: Snap! feat. Niki Haris – Exterminate!
- 2011: Fragma & Coco Star – Toca’s Miracle
- 2020: Giorgio Moroder – I Wanna Rock You
- 2021: Tom Novy & Dan Le Blonde – Let's Dance
- 2021: Tom Novy feat. Luisa – Hey Yo, as a King Futs Löbbl Let's Grow